# العائلة في الإعلانات
منذ الثورة الصناعية، أصبحت صورة العائلة في الإعلانات رمزاً بارزاً، يستخدم في حملات التسويق لزيادة الأرباح. بينما تجادل بعض علماء الاجتماع في كون هذه الإعلانات لها طرق للتأثير على السلوك تجاه المجتمع، ذهب بعضهم إلى أنها فقط تعكس واقع المجتمع، وبالتالي فهي تقوم بدور تمثيلي ورمزي فقط. بغض النظر عن هذا الاختلاف، فأفراد العائلة باختلافهم يتم وصفهم بأساليب مختلفة في الإعلان، وأوصافهم غالباً تعكس الأدوار التقليدية لكل فرد، في الوقت الذي نشأت فيه ظاهرة الإعلانات.

## التاريخ
يمكننا القول بأن رمز العائلة كان حاضراً في الإعلانات قبل الثورة الصناعية، ولكن الإعلانات لم تزدهر ولم يسد فيها رمز العائلة إلّا بعدها. الثورة الصناعية غيرت الإعلانات من منشورات اعلامية تشير إلى المنتجات المتوفرة من القرن الثامن عشر والتاسع عشر في أوروبا والتي كان أنصارها من المهتمين بالصحة البدنية، إلى حملات إعلانية مليونية تحاول أن تصل وتقنع الناس في جميع أنحاء العالم. بعد الثورة الصناعية، شاركت كبرى الشركات في عملية الإنتاج. وأصبحت المنتجات علامات تجارية، وبدأ إحساس المشترين بالوفاء لعلامتهم التجارية. لذلك، أصبح إقناع العملاء بشراء علامة تجارية دون أخرى أمراً ضرورياً لنجاح الإعلانات. وقد كانت مهمة الإعلان هي إبراز المنتجات والخدمات من أجل جذب اهتمام المستهلكين في الأسواق الصناعية التنافسية. وخلال هذه الفترة، لم تتغيّر صناعة الإعلانات بشكل جذري فحسب، بل حتى إستراتيجيات التسويق، حيث بدأت في دمج الرموز واستهداف فئات من الجمهور. هذا التغيير الحاصل من الطريقة الإعلامية إلى الطريقة الإقناعية ومن عامة المخاطبين إلى خصوصهم يوضح مدى ازدياد ظهور واستخدام الرموز والتماثيل والصور النمطية الجاهزة بما فيها التي تتواجد في الأسرة.
وقد استُخدِمت الرموز العائلية في الإعلانات في مجتمعات وثقافات مختلفة بدرجات متفاوتة من النجاح. المجتمعات الجماعية تميل إلى استخدام رموز العائلة في الإعلانات، أكثر من المجتمعات الفردية، لأن الحياة الأسرية تركز على منافع ونجاحات وامتيازات المجموعة أكثر من تركيزها على الأفراد. فعلى سبيل المثال، في كوريا التي تقوم على مبدأ الجماعة، تثمر الإعلانات العائلية أكثر منها في أمريكا[ ؟ ] القائمة على الفردية.
كانت الإعلانات في الفترة الحديثة (مابعد العصر الصناعي) من أبرز أدوات التأكيد على القيم الاجتماعية، كالعلاقة مع الجنس الآخر أو الطبقة الوسطى، بينما يتم إهمال القيم البديلة أو أساليب الحياة الأخرى. صناعة الإعلان كانت محافظة ولم تخرج عن الأنماط التي كانت مقبولة اجتماعيًا في بعض البلدان. مثلاً اليابان مستمرة على تصوير العائلة النموذجية، خصوصا في الدعايات التلفزيونية. وعلى أية حال، ففي العقد الماضي بدأت وكالات إعلان عديدة بالتقاط الواقع أكثر، وإدراك مدى تنوع أساليب الحياة وسلوكيات المستهلكين.

## الوظيفة

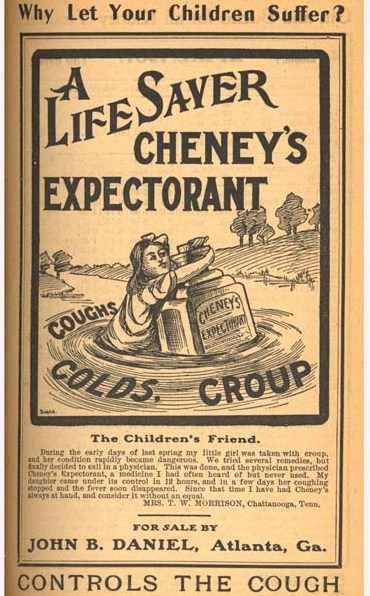

رمز «العائلة» معروف في الدعايات الإعلانية بحيث يُستخدم دوماً كأداة لإقناع الجمهور لاستهلاك منتجات أو خدمات شركة ما على استهلاك ما يقدمه المنافسون. وبناءً على ذلك، فقد ساهم توظيف الرمز الأسري المستخدم في الإعلانات في زيادة الأرباح وفي إعطاء سمعة جيدة على حد سواء.
رمز الأسرة يعمل في ثلاثة مستويات من الإقناع وهي: الاجتماعية والنفسية والشخصية.
الإقناع على المستوى الاجتماعي يستهدف دور الفرد في جماعة ما والتوقعات المنوطة به كما يستهدف المجموعات التي يرجع إليها، وطبقته الاجتماعية، وثقافته. إن رمز الأسرة مقنع اجتماعياً إذ أنه يستهدف أدوار الفرد ضمن الأسرة والتوقعات المنوطة بها. لا يشعر الشخص بضغط اجتماعي أو خارجي لأداء أدواره إما كأب أو أخ أو طفل جيد فحسب، بل هناك انفعالات عاطفية وداخلية واضحة تدفع الشخص ليصبح 'جيدا' نتيجة لعوامل نفسية في العلاقات الزوجية أو الأخوية أو حتى بين الآباء والأبناء.
الإقناع على المستوى النفسي في الإعلانات يستهدف دوافع الشخص، ومواقفه وشخصيته. رمز الأسرة مقنع نفسياً نظراً لكونه يستهدف الارتباطات العاطفية بين الأزواج والأقارب وعلاقات الآباء والأولاد. لإكمال المثال السابق، الأم لا تريد فقط أن تشتري المنتج الذي يزعم أنه يمنع الألم عن الأطفال، بسبب دورها الاجتماعي وتوقعاتها فحسب.. بل أيضاً لأنها تشعر بالارتباط العاطفي مع طفلها. محاولة إلهاب مشاعر الجمهور وإقناعهم نفسياً بالرواج عبر الدعايات. تؤثر العائلة فينا بشكل كبير على هذا المستوى النفسي - المستوى الذي تكون فيه الإعلانات فعالة للغاية.
أما الإقناع على المستوى الشخصي فيستهدف الهوية الديموغرافية أو سلوكيات المستهلك. الرمز العائلي مقنع على المستوى الشخصي لأن العائلات تتخذ قرارات الشراء سوية كوحدة متكاملة. وعلاوة على ذلك، فإن شخصاً واحداً قد يقوم بمعظم قرارات الشراء، ولاستهداف هذا الشخص في الدعاية، فإن الإشارة إلى موقعه من العائلة ومسؤوليته عن قرارات الشراء للعائلة سيكون أكثر ربحاً من استهداف الآخرين. كمثال على الإقناع على المستوى الشخصي، حققت شركة مكدونلدز الهند نجاح تسويقي رائع من خلال إبراز صورتها تحت شعار «ماكدونالدز المطعم العائلي».

## التفسيرات الاجتماعية
تُستخدم الدعايات في جذب الزبائن للمنتجات أو الخدمات كما تمكنهم أيضًا من التعبير عن العرق والطبقة الاجتماعية والجنس والقيّم والعائلة. ولا يقتصر دورها على وصف هذه الفئات فقط، بل يتعداه إلى وصف سلوك ما أو كيفية تعامل الفرد مع هذا السلوك وفق مبادئ التعايش والتعامل مع المثل الاجتماعية. بحسب بلك وبولي، «الدعاية لا ترينا فقط الحياة المثالية بل توجهنا لكيفية عيش هذه الحياة». من خلال وصف منتجات وخدمات لجماعة ما، الدعاية ليست فقط مرآة التغييرات الحاصلة في المثل الاجتماعية بل هي التي تحدد مُثُل المجتمع من خلال تحديد السلوك المقبول اجتماعياً. يجادل البعض أن الصورة العائلية تلعب دورا في
رامزي من خلال عكس قيم الثقافة الحالية. الدعاية لا تعكس فقط التغير في السلوك الاجتماعي بل تذهب إلى أن مثل هذا السلوك مقبول أيضا. نتيجة لذلك، تحدى علماء الاجتماع العامة وذلك بدراسة دعايات تتضمن صور عائلية كمحرك للتصرفات والاتجاهات داخل المجتمع وليس فقط كوسائل تسويقية.
الإعلانات، وخاصة تلك التي تُظهر العائلة، تعلّق آمالها على الوضع الانتقالي من الحداثة إلى ما بعد الحداثة. هذا الانتقال هو الانتقال من العائلات النووية في الطبقة المتوسطة، حيث العلاقة الطبيعية مع الجنس الآخر heterosexuality هي مبدأ الاعتراف والقبول بمختلف أنواع العائلات إلى تقبل ال polysexuality أو التعددية، وبالإضافة إلى ذلك تحول من الثقافة الجماهيرية إلى سيطرة الثقافات الفرعية والتعددية الثقافية. فريدريك جيمسون الناقد الأدبي يقول أن «إعلاناتنا.. تغذيها ما بعد الحداثة في كافة الفنون، ولا يمكن تصورها دون ذلك.» 

## أفراد العائلة في الإعلانات

### الزوجات
بشكل عام، تعكس الإعلانات مواقف الأغلبية المحيطة بأدوار الجنس المناسب لذلك الوقت. على سبيل المثال، في عشرينيات القرن الماضي، عندما كانت نسبة ضئيلة من النساء المتزوجات يكسبن لقمة العيش خارج بيوتهن،  كان من النادر رؤية زوجات يعملن لتحقيق مكاسب مالية من خلال التصوير ضمن الإعلانات. بدلاً من ذلك، كانت المرأة تُصور دائماً على أنها ربة منزل تقوم بالأعمال المنزلية. جاءت الاستثناءات من هذه القاعدة في أوقات النوازل الاقتصادية حيث اضطرت الزوجات للدخول في سوق العمل لكي يضمنّ الحد الاقتصادي الأدنى الذي يوفر العيش. إحدى هذه الفترات كانت فترة الكساد العظيم في ثلاثينات القرن الماضي.
ومنذ ذلك الوقت، وحينما قلّت أهمية دور التدبير المنزلي في العائلة، تناقص عدد الإعلانات التي تصور المرأة وهي تمارس دورها في تدبير المنزل.

### الأزواج
عكست صورة الزوجة في الإعلانات الآراء العامة حول الدور المناسب للزوجة تماماً كما عكس دور الزوج القيم الثقافية المحيطة بالدور الذي يجب على الزوج ممارسته. فعلى سبيل المثال، مع مرور الوقت كان من الشائع أن تجد صورة الزوج يؤدي عمله خارج المنزل ويهتم بأمور العائلة المالية. وقد لوحظ أن هذا الدور كان سائداً خصوصاً خلال الأعوام 1920، 1936، و1970. في المقابل، لن يجد أحد على الأرجح إعلاناً يصور أزواجاً منخرطين في أعمال منزلية إلا أن يًصوروا على أنهم سيئين بشكل خاص في أداء العمل المنزلي. وبالإضافة إلى ذلك، ومع مرور الوقت تمت ملاحظة ازدياد تصوير الأزواج في علاقات حميمية رومانسية في الإعلانات.

### الأمهات والآباء

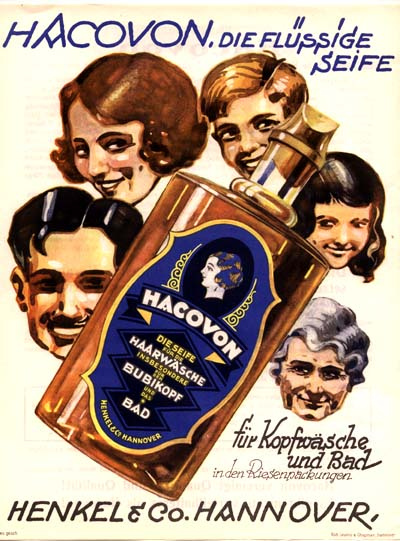
إعلان ألماني سنة 1920.

تاريخياً، كانت الأمهات يصورن على أنهن مانحات الرعاية الأولية للأطفال، والتي تشمل مهمات مثل الرضاعة الطبيعية والعناية بنظافة الأطفال. فسر البعض هذه الرعاية على أن لها علاقة بفكرة أن المرأة لديها غريزة طبيعية تجاه الأمومة. بالمقابل، غالباً تم تصوير الآباء على أنهم يلعبون مع أطفالهم وأن تفاعلهم مع أبنائهم الذكور أكبر من الإناث.
مثل ما حصل تناقص عبر الزمن بتصوير الزوجات على أنهن مربيات للمنزل، أيضا حصل تناقص بتصوير الأمهات على أنهن مقدمات الرعاية الأولية لأطفالهم. بدلاً عن ذلك، أصبح هناك تزايد بتصوير الأمهات على أنهن المنسقات للنشاطات الترفيهية للعائلة.

### أفراد العائلة الآخرون
كما أن الآباء يُصورون بشكل أساسي في الأنشطة الترويحية مع أطفالهم، فالذكور الآخرون في العائلة بما فيهم الأبناء والأحفاد يصورون أغلب الوقت عادة في الأنشطة الترفيهية. وكذلك أفراد العائلة الإناث في مرحلة الشباب يصورون في الأنشطة الترويحية، ولكنهم مع ذلك يميلون أكثر إلى أن يكونوا ضمن أنشطة متعلقة بالعناية بالأطفال. بالإضافة إلى أن صورة الأجداد أصبحت غير موجودة في الدعاية بشكل كبير.
من الضروري أيضاً ملاحظة أن صور العائلة تعتمد على المصدر الذي توجد به الصور وتعتمد على نوعية الجمهور الذي يطمح ذلك المصدر بالوصول إليه. على سبيل المثال، في مجلة المرأة مثل مجلة Good Housekeeping (التدبير المنزلي الجيد) يتوقع المرء تصوير المرأة كربة منزل فقط لا غير.